# José Sabogal (distrito)
José Sabogal é um distrito do Peru, departamento de Cajamarca, localizada na província de San Marcos.

## Transporte
O distrito de José Sabogal não é servido pelo sistema de estradas terrestres do Peru.